# Framnes
Framnes är en udde i Antarktis. Den ligger i Västantarktis. Argentina, Chile och Storbritannien gör anspråk på området.
Terrängen inåt land är platt norrut, men åt sydväst är den kuperad. Havet är nära Framnes österut.  Trakten är obefolkad. Det finns inga samhällen i närheten. 